# Monument du flotteur à Toruń
 (juin 2020).
 (juin 2020).
Si vous disposez d'ouvrages ou d'articles de référence ou si vous connaissez des sites web de qualité traitant du thème abordé ici, merci de compléter l'article en donnant les références utiles à sa vérifiabilité et en les liant à la section « Notes et références ».
Le Monument du flotteur à Toruń est un monument situé dans la ville de Toruń, en Pologne. Le monument consiste en une fontaine, surmontée d'une statue d'un flotteur jouant du violon.  

## Localisation
Le monument est situé dans la vieille ville, dans la partie ouest de la Place de la Vieille Ville, entre l'ancien Hôtel de Ville et l'église académique du Saint-Esprit, dans la ville de Toruń.  

## Histoire
L'auteur de la sculpture est un artiste du début du XXe siècle né à Toruń, Georg Wolf, qui a ensuite vécu à Berlin. Le monument a été fondé par des citadins et inauguré officiellement le 18 juin 1914 dans la cour de l'hôtel de ville. Dans son emplacement d'origine, le monument a survécu jusqu'en 1943, date à laquelle il a été démantelé par les autorités d'occupation. Après la guerre, le flotteur a été installé à plusieurs endroits.  Au début, il faisait partie de la fontaine devant le Collegium Minus (« l'Harmonica » dans un discours familier), ensuite il se situait devant le bâtiment de l'hôtel de ville, et en 1954 il a été placé dans le parc « alpinarium », un parc créé à la proximité directe de la Tour Penchée et des vestiges du système de défense de la porte de la vieille ville de Toruń. En 1983, le monument est revenu presque à sa place d'origine. Il a été installé sur le côté ouest de la vieille ville - plus ou moins à la place du monument dédié à l'empereur Guillaume Ier, déporté en 1919.   

## Caractéristiques

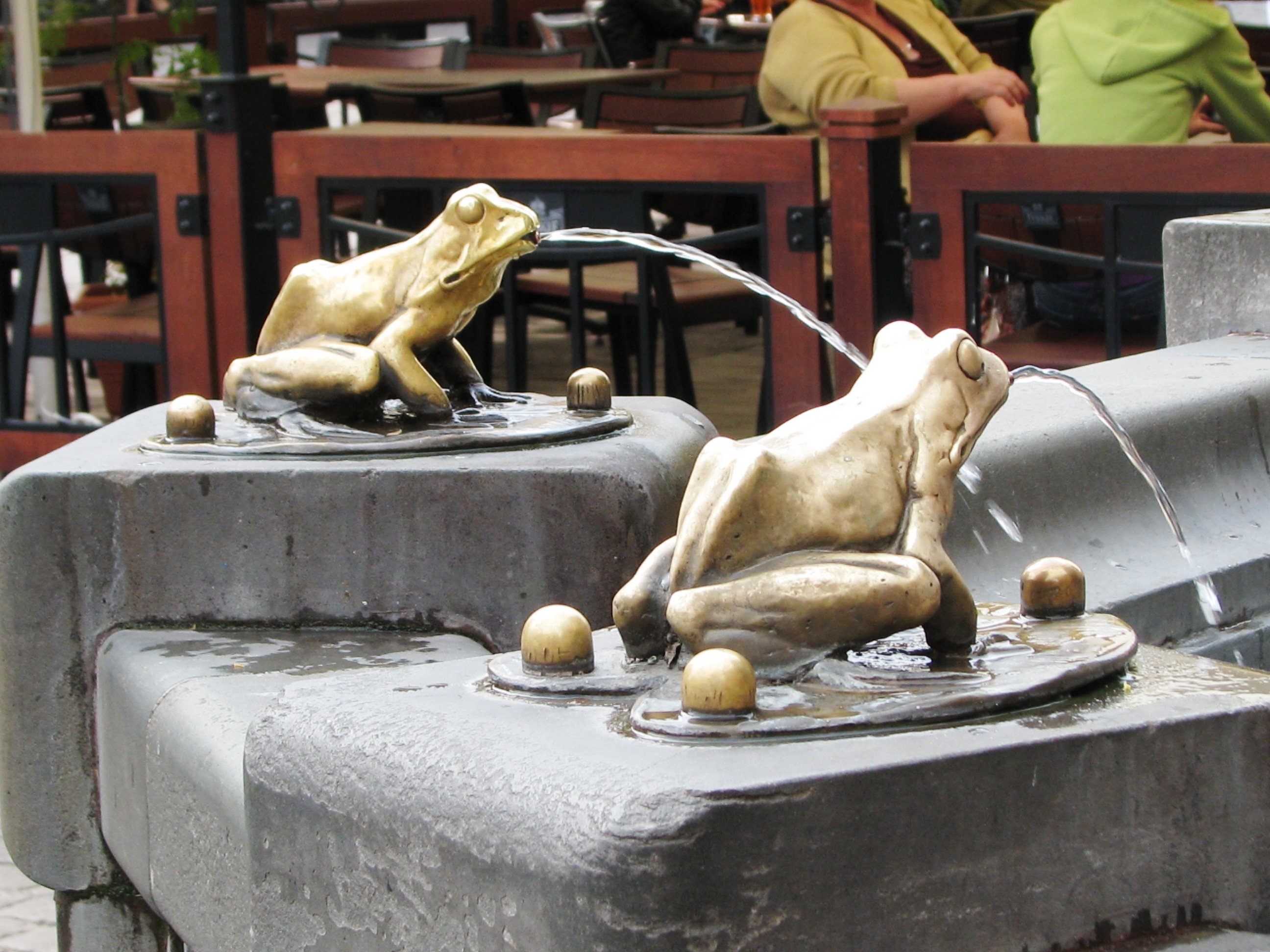
Grenouilles

Une figure en bronze est située sur un socle en grès. L'ensemble est entouré d'un puits en grès, sur lequel sont placées huit grenouilles en laiton. De l'eau émane de la bouche des grenouilles. 

## La légende du flotteur
Le monument présente un flotteur connu de la légende urbaine appelé Iwo. Toruń était un point important sur la route du flotteur de bois vers Gdańsk et un lieu de repos très apprécié par les flotteurs. Un exemple de leur présence dans Toruń peut être la seule, appelée « flotteur », horloge de la Basilique Saint-Jean-Baptiste et Saint-Jean l'Évangéliste, qui fait face à la rivière, pas au centre-ville. La légende raconte qu'une année, à la suite d'une inondation ou, comme le disent d'autres versions de l'histoire, d'une malédiction lancée par un mendiant exilé de la ville, Toruń ait été frappé par un véritable fléau de grenouilles. Les amphibiens étaient si problématiques pour la ville que le maire a désigné une importante somme d'argent et la main de sa fille comme récompense à ceux qui se débarrasseraient des grenouilles de la ville. Seul le flotteur, connu sous le nom de Iwo, a réussi. En jouant du violon, il a fait en sorte que les grenouilles qui écoutaient la musique se rapprochent d'abord autour de lui et sortent ensuite par la Porte de Chełmno jusqu'à l'actuel quartier de « Mokre ». Là, le flotteur s'est arrêté de jouer et les grenouilles sont restées dans les zones humides du « Mokre ». 

## Un monument du flotteur dans la culture
- La figure du flotteur est le signe distinctif du festival annuel de la culture de la mer Baltique « Probaltica ».
- Les grenouilles d'or, d'argent et de bronze récompensées au Festival du Camerimage sont des répliques de celles du monument de flotteur. Les sept premières éditions de cet événement ont eu lieu à Toruń.

## Prix et récompenses
Avec 2609 votes, Toruń a remporté un sondage pour la ville qui possède les plus belles fontaines en Pologne. Ce concours a été organisé en 2016 par le Portail Municipal (Portal Komunalny).   

## Galerie

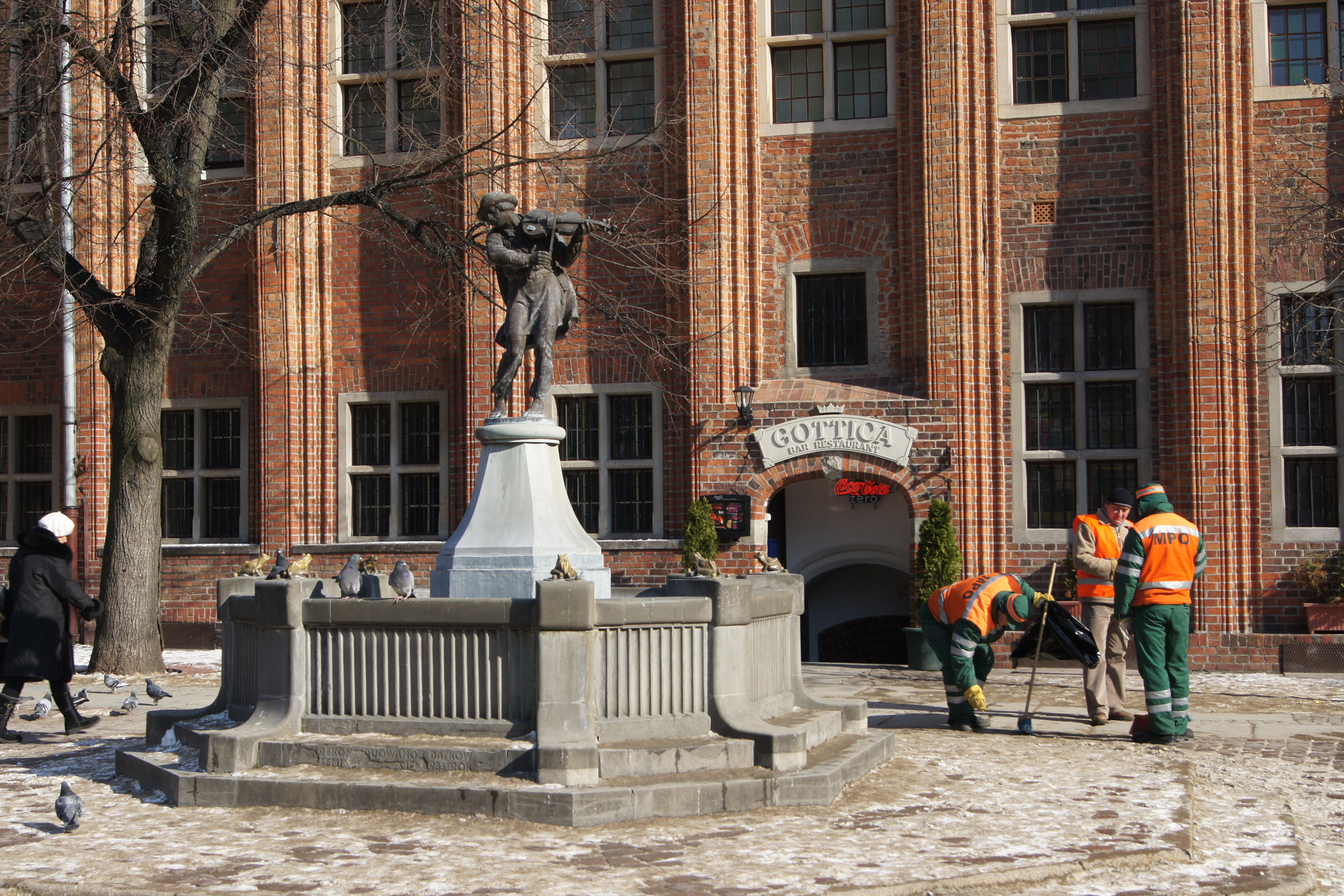
Printemps
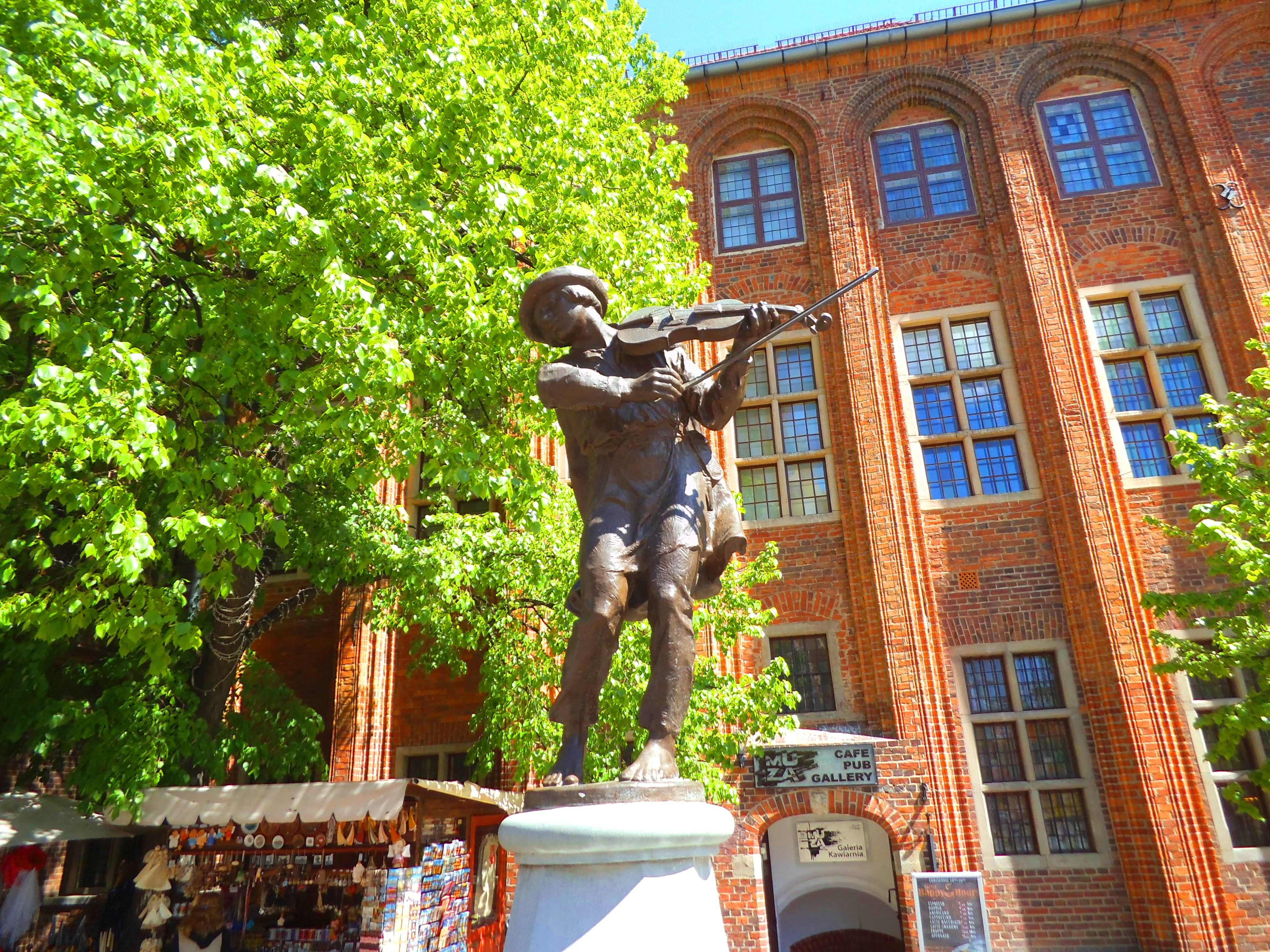
Été
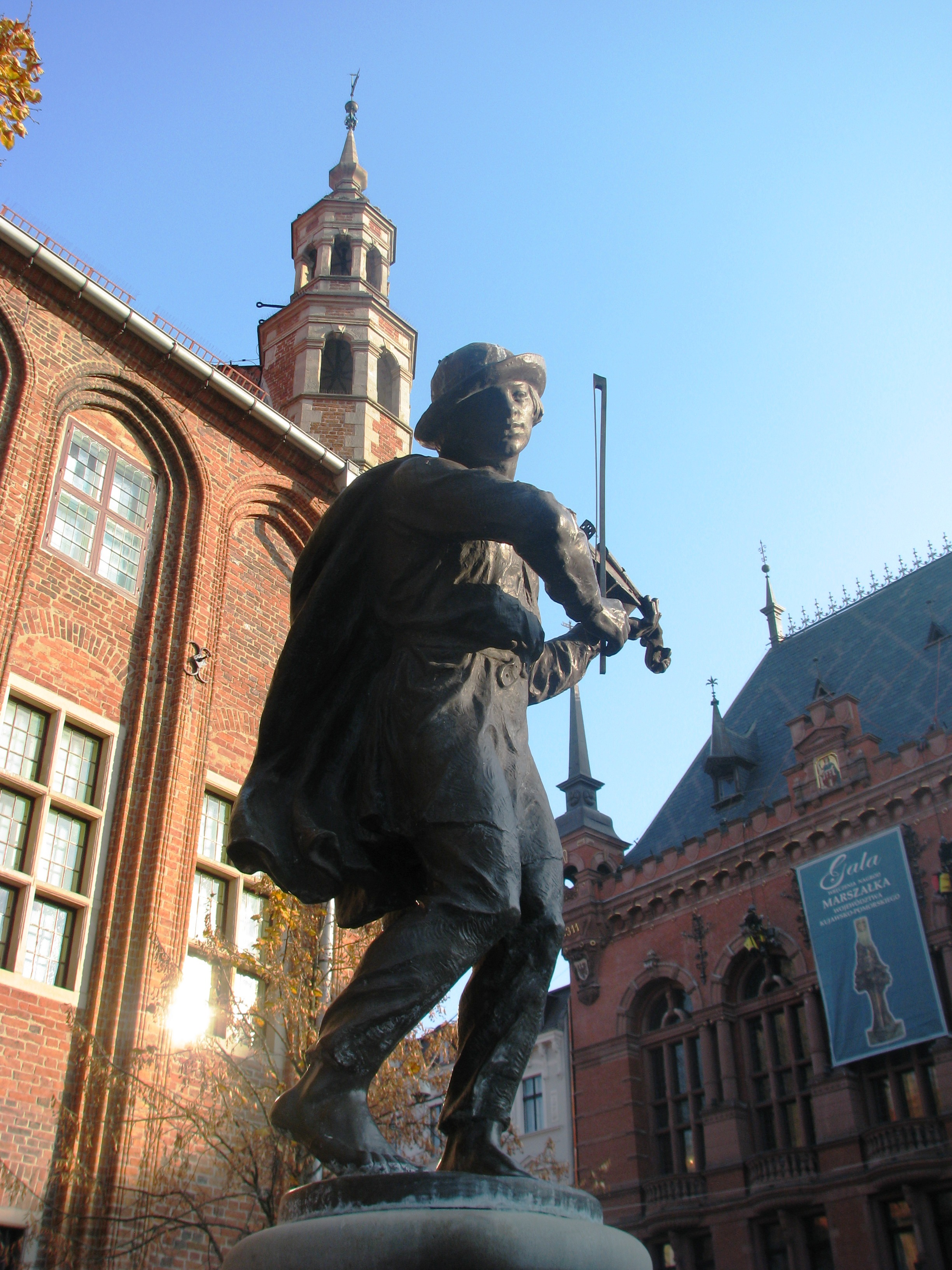
Automne
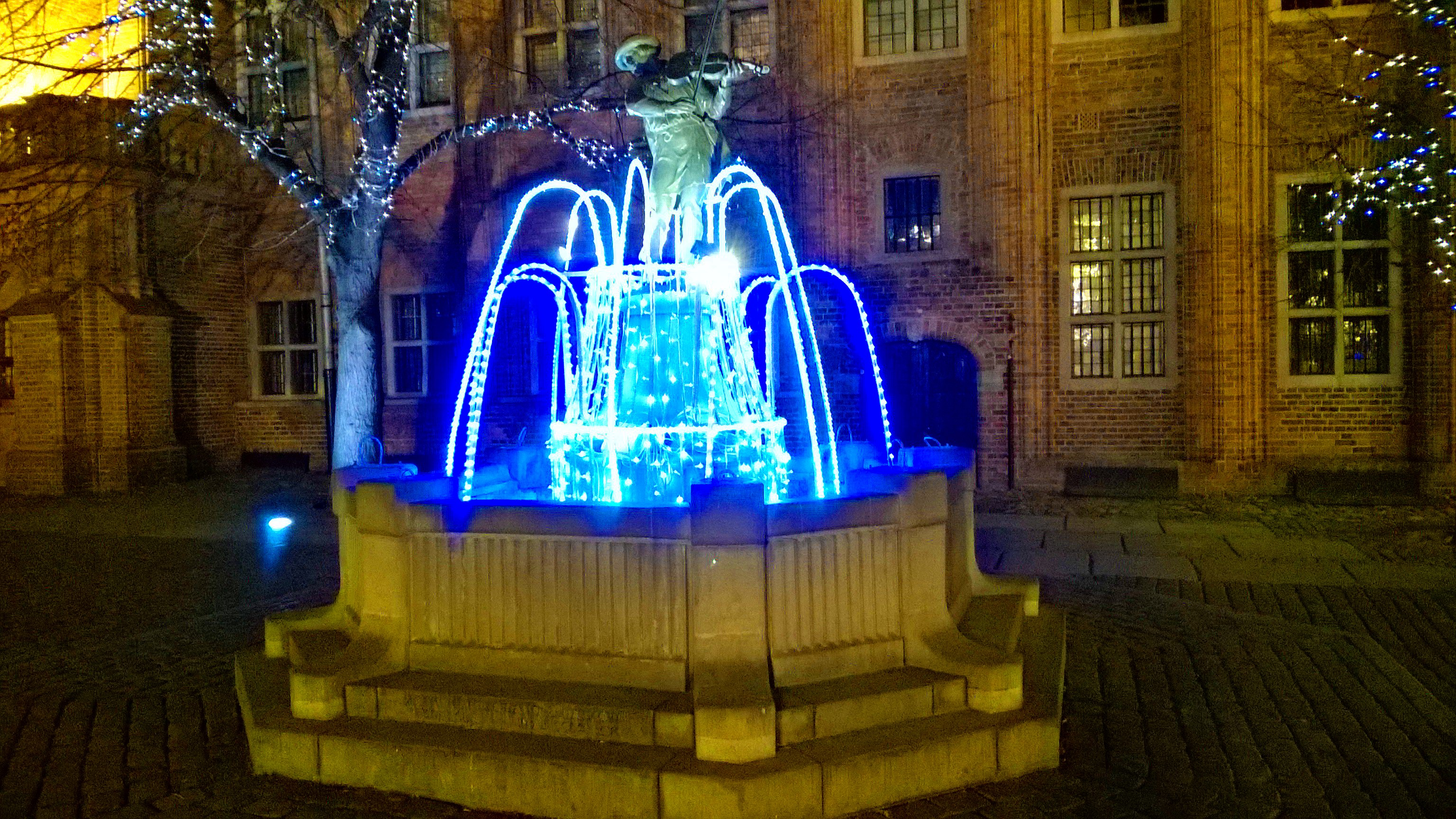
Hiver